# Canton du Mans-2
Le canton du Mans-2 est une circonscription électorale française du département de la Sarthe.

## Histoire
Un nouveau découpage territorial de la Sarthe entre en vigueur à l'occasion des premières élections départementales suivant le décret du 24 février 2014. Les conseillers départementaux sont, à compter de ces élections, élus au scrutin majoritaire binominal mixte. Les électeurs de chaque canton élisent au Conseil départemental, nouvelle appellation du Conseil général, deux membres de sexe différent, qui se présentent en binôme de candidats. Les conseillers départementaux sont élus pour 6 ans au scrutin binominal majoritaire à deux tours, l'accès au second tour nécessitant 12,5 % des inscrits au 1er tour. En outre la totalité des conseillers départementaux est renouvelée. Ce nouveau mode de scrutin nécessite un redécoupage des cantons dont le nombre est divisé par deux avec arrondi à l'unité impaire supérieure si ce nombre n'est pas entier impair, assorti de conditions de seuils minimaux. Dans la Sarthe, le nombre de cantons passe ainsi de 40 à 21.
Le canton du Mans-2 est formé de quatre communes de l'ancien canton du Mans-Nord-Ouest et d'une fraction de la commune du Mans. Il est entièrement inclus dans l'arrondissement du Mans. Le bureau centralisateur est situé au Mans.

## Représentation
| Période élective | Période élective | Mandat | Mandat   | Identité       | Nuance | Nuance | Qualité                                      |
| ---------------- | ---------------- | ------ | -------- | -------------- | ------ | ------ | -------------------------------------------- |
| 2015             | 2021             | 2015   | 2021     | Mélina Elshoud |        | PS     | Juriste, enseignante à l'Université du Maine |
| 2015             | 2021             | 2015   | 2021     | Éric Marchand  |        | DVG    | Chargé d'organisation assurances             |
| 2021             | 2028             | 2021   | en cours | Mélina Elshoud |        | PS     | Conseillère sortante                         |
| 2021             | 2028             | 2021   | en cours | Éric Marchand  |        | DVG    | Conseiller sortant                           |

### Résultats détaillés

#### Élections de mars 2015
À l'issue du 1er tour des élections départementales de 2015, deux binômes sont en ballottage : Philippe Dorise et Isabelle Pivron (Union de la Droite, 33,01 %) et Mélina Elshoud et Éric Marchand (Union de la Gauche, 31,42 %). Le taux de participation est de 48,91 % (8 690 votants sur 17 767 inscrits) contre 49,74 % au niveau départemental et 50,17 % au niveau national.
Au second tour, Mélina Elshoud et Éric Marchand (Union de la Gauche) sont élus avec 51,08 % des suffrages exprimés et un taux de participation de 49,24 % (4 006 voix pour 8 749 votants et 17 767 inscrits).

#### Élections de juin 2021
Le premier tour des élections départementales de 2021 est marqué par un très faible taux de participation (33,26 % au niveau national). Dans le canton du Mans-2, ce taux de participation est de 29,39 % (5 211 votants sur 17 732 inscrits) contre 29,78 % au niveau départemental. À l'issue de ce premier tour, deux binômes sont en ballottage : Mélina Elshoud et Éric Marchand (Union à gauche, 48,31 %) et Hortense Defrenne et Jean-Pierre Fabre (LR, 20,67 %).
Le second tour des élections est marqué une nouvelle fois par une abstention massive équivalente au premier tour. Les taux de participation sont de 34,36 % au niveau national, 30,67 % dans le département et 31,86 % dans le canton du Mans-2. Mélina Elshoud et Éric Marchand (Union à gauche) sont élus avec 64,13 % des suffrages exprimés (3 359 voix pour 5 651 votants et 17 738 inscrits),,.

## Composition
| Nom                             | Code Insee | Intercommunalité     | Superficie (km2) | Population (dernière pop. légale)                 | Densité (hab./km2) | Modifier                                    |
| ------------------------------- | ---------- | -------------------- | ---------------- | ------------------------------------------------- | ------------------ | ------------------------------------------- |
| Le Mans (bureau centralisateur) | 72181      | CU Le Mans Métropole | 52,81            | Fraction : 16 217 (2022) Commune : 145 182 (2022) | 2 749              | modifier les données · modifier les données |
| Aigné                           | 72001      | CU Le Mans Métropole | 12,59            | 1 681 (2022)                                      | 134                | modifier les données · modifier les données |
| La Chapelle-Saint-Aubin         | 72065      | CU Le Mans Métropole | 5,93             | 2 252 (2022)                                      | 380                | modifier les données · modifier les données |
| La Milesse                      | 72198      | CU Le Mans Métropole | 10,41            | 2 631 (2022)                                      | 253                | modifier les données · modifier les données |
| Saint-Saturnin                  | 72320      | CU Le Mans Métropole | 9,66             | 2 773 (2022)                                      | 287                | modifier les données · modifier les données |
| Canton du Mans-2                | 7211       |                      |                  | 25 554 (2022)                                     |                    | modifier les données                        |

Le canton du Mans-2 comprend :
1. quatre communes entières,
2. la partie de la commune du Mans située au nord d'une ligne définie par l'axe des voies et limites suivantes : depuis la limite territoriale de la commune de La Chapelle-Saint-Aubin, boulevard du Général-Patton, avenue Henri-Pierre-Klotz, ligne de chemin de fer de Paris-Montparnasse à Brest, rue du Pavé, rue des Mûriers, rue Gambetta, pont Gambetta, cours principal de la Sarthe, jusqu'à la limite territoriale de la commune de La Chapelle-Saint-Aubin.

## Démographie
En 2022, le canton comptait 25 554 habitants, en évolution de +2,08 % par rapport à 2016 (Sarthe : −0,25 %, France hors Mayotte : +2,11 %).
| 2013   | 2018   | 2022   |
| ------ | ------ | ------ |
| 25 243 | 25 447 | 25 554 |